# Montrosier
Montrosier település Franciaországban, Tarn megyében. Lakosainak száma 34 fő (2022. január 1.). Montrosier Milhars, Féneyrols és Varen községekkel határos.

## Népesség
A település népességének változása:
| Lakosok száma | 27   | 28   | 31   | 33   | 35   | 35   | 35   | 35   | 34   |
|               | 2013 | 2015 | 2016 | 2017 | 2018 | 2019 | 2020 | 2021 | 2022 |